# 珍妮特·蒂比茨
珍妮特·蒂比茨（英語：Janet Tibbits，1967年10月11日—），澳大利亚女子游泳运动员。她曾代表澳大利亚参加1982年英联邦运动会游泳比赛，获得二枚银牌。她也曾参加1984年夏季奥林匹克运动会。